# Klotar IV.
Klotar IV.  je bil v letih 717-718 kralj Avstrazije, * okoli 685, † 718.
Na avstrazijski prestol ga je postavil dvorni majordom Karel Martel kot zaveznika med takratno državljansko vojno.
Leta 717 se je Karel Martel vdrl v Nevstrijo in napadel kralja Hilperika II. in njegovega dvornega majordoma Ragenfrida. Svojo nadoblast je  potrdil z zmago v bitki pri Vencyju pri Cambraiu. Pobeglega kralja in majordoma je zasledoval do Pariza, ptem pa se je obrnil proti svojemu drugemu nasprotniku, regentki Plektrudi iz Kölna. Po njeni vdaji je za avstrazijskega kralja namesto Hilperika II., ki je podpiral majordomo Ragenfrida,  imenoval Klotarja IV., ki je podpiral njega. Hilperik je pobegnil k svojemu zavezniku, akvitanskemu vojvodi Odu Velikemu. Odo se mu je kmalu zatem odrekel in zaprosil za mir. Karel Martel je priznal Hilperika II. za kralja vseh Frankov in v zameno dobil vso politično oblast in s tem monopol nad državnimi službami.
Klotar naj bi umrl leta 718, vendar je morda živel  do leta 719, 720 ali celo 721. Mogoče je tudi, da je bil sin ali vnuk Hildeberta III., ali pa sploh ni bil iz Merovinške dinastije, ampak marioneta v političnih igrah Karla Martela.

## Vira
- Eugen Ewig (2001). Die Merowinger und das Frankenreich (4 izd.). Stuttgart : W. Kohlhammer. str. 146–149. ISBN 3-17-017044-9.
- Josef Semmler.  Zur pippinidisch-karolingischen Sukzessionskrise 714–723. Deutsches Archiv für Erforschung des Mittelalters 33 (1977): 1–36. (digitalizirano).

| Klotar IV. Merovinška dinastijaRojen: okoli 685 Umrl: 718 |                          |                         |
| Predhodnik: Hilperik II.                                  | Kralj Avstrazije 717–718 | Naslednik: Hilperik II. |